# チャイニーズ・ガーデン駅
チャイニーズ・ガーデン駅（チャイニーズ・ガーデンえき、英語: Chinese Garden MRT Station）は、シンガポール西部のジュロンにある、MRT東西線の高架駅。

## 駅構造
島式1面2線のホームを持つ駅。
| A | ■東西線 | パシール・リス・チャンギ・エアポート方面 |
| B | ■東西線 | ジュー・クーン方面                       |

## 駅周辺
ジュロン・ニュータウンの中央部につくられたジュロン湖 (Jurong Lake) の北東に位置する。駅名は、ジュロン湖の中にあるチャイニーズ・ガーデン（裕華園）に由来する。
- ジュロン湖 (Jurong Lake)
- チャイニーズ・ガーデン（裕華園） (Chinese Garden, Singapore)
- ジャパニーズ・ガーデン（星和園）
- ジュロン・イースト・スタジアム

## 歴史
- 1988年11月5日 開業
- 2010年10月1日 ホームドアが運用開始